# Coupe du monde de bobsleigh 2020-2021
Navigation
Édition précédente Édition suivante
La coupe du monde de bobsleigh 2020-2021 est la 37e édition de la Coupe du monde de bobsleigh, compétition de bobsleigh organisée annuellement par la Fédération internationale de bobsleigh et de tobogganing.
Elle se déroule entre le 21 novembre 2020 et le 31 janvier 2021 sur 8 étapes organisées en Asie et en Europe en coopération avec la Coupe du monde de skeleton.
Les championnats d'Europe de bobsleigh se déroulent durant l’étape de Winterberg du 8 janvier 2021 au 10 janvier 2021.
En raison de la pandémie de Covid-19, le calendrier ne comporte aucune épreuve en Amérique du Nord. La dernière étape devait avoir lieu en Chine en mars pour tester la piste olympique de Yanqing mais cette étape a été annulée puis reportée de nouveau à Igls. Les épreuves se disputent ou non à huis clos, selon des protocoles sanitaires stricts.
Les vainqueurs du classement général bob à 2 (femmes et hommes), bob à 4 et combinés se voient remettre un gros Globe de cristal.

## Conséquences de la pandémie de Covid-19
En raison des conditions sanitaires liées à la Covid-19, la fédération américaine  annonce en octobre 2020 que ses athlètes ne disputeront aucune compétition avant janvier 2021. Il est à noter également qu'aucun athlète d'Asie ne prend part aux épreuves se déroulant en novembre et décembre 2020.

## Programme de la saison
La saison commence en Lettonie à Sigulda et s'achève en Suisse à Saint-Moritz. Les championnats du monde auront lieu entre le 1er février et le 14 février 2021.
Cette année voit l'apparition du Monobob féminin dans le cadre d'une World cup series qui ne suit pas les étapes de coupe du monde.
| \| Pékin \| Sites des compétitions en Asie |
| Pékin                                      |

| Pékin |

| \| Sigulda Königssee Winterberg St Moritz Igls \| Sites des compétitions en Europe |
| Sigulda Königssee Winterberg St Moritz Igls                                        |

| Sigulda Königssee Winterberg St Moritz Igls |

## Attribution des points
Les manches de Coupe du monde donnent lieu à l'attribution de points, dont le total détermine le classement général de la Coupe du monde.
Ces points sont attribués selon cette répartition :
| Place  | 1   | 2   | 3   | 4   | 5   | 6   | 7   | 8   | 9   | 10  | 11  | 12  | 13  | 14  | 15  | 16 | 17 | 18 | 19 | 20 | 21 | 22 | 23 | 24 | 25 | 26 | 27 | 28 | 29 |
| ------ | --- | --- | --- | --- | --- | --- | --- | --- | --- | --- | --- | --- | --- | --- | --- | -- | -- | -- | -- | -- | -- | -- | -- | -- | -- | -- | -- | -- | -- |
| Points | 225 | 210 | 200 | 192 | 184 | 176 | 168 | 160 | 152 | 144 | 136 | 128 | 120 | 112 | 104 | 96 | 88 | 80 | 74 | 68 | 62 | 56 | 50 | 45 | 40 | 36 | 32 | 28 | 24 |

## Classements généraux
| Rang | Nom                 | Points | Victoire(s) |
| ---- | ------------------- | ------ | ----------- |
| 1    | Francesco Friedrich | 2685   | 11          |
| 2    | Johannes Lochner    | 2453   | 1           |
| 3    | Dominik Dvořák      | 1880   |             |
| 4    | Oskars Ķibermanis   | 1848   |             |
| 5    | Michael Vogt        | 1794   |             |

| Rang | Nom                    | Points | Victoire(s) |
| ---- | ---------------------- | ------ | ----------- |
| 1    | Francesco Friedrich    | 900    | 4           |
| 2    | Benjamin Maier         | 830    |             |
| 3    | Justin Kripps          | 794    |             |
| 4    | Johannes Lochner       | 768    |             |
| 5    | Rostislav Gaitiukevich | 704    |             |

| Rang | Nom                 | Points | Victoire(s) |
| ---- | ------------------- | ------ | ----------- |
| 1    | Francesco Friedrich | 3585   | 15          |
| 2    | Johannes Lochner    | 3221   | 1           |
| 3    | Dominik Dvořák      | 2368   |             |
| 4    | Johannes Lochner    | 2104   |             |
| 5    | Michael Vogt        | 2074   |             |

| Rang | Nom             | Points | Victoire(s) |
| ---- | --------------- | ------ | ----------- |
| 1    | Katrin Beierl   | 1506   |             |
| 2    | Kim Kalicki     | 1431   | 1           |
| 3    | Mariama Jamanka | 1363   | 1           |
| 4    | Andreea Grecu   | 1248   |             |
| 5    | Laura Nolte     | 1061   | 3           |

| Rang | Nom                | Points | Victoire(s) |
| ---- | ------------------ | ------ | ----------- |
| 1    | Nicole Vogt        | 590    | 4           |
| 2    | Breeana Walker     | 502    | 2           |
| 3    | Marina Silva Tuono | 502    |             |
| 4    | Martina Fontanive  | 488    | 1           |
| 5    | Melanie Hasler     | 468    | 1           |

## Calendrier
| 1. Sigulda I (21 au 22 novembre 2020) |                                                  |                                           |                                       |
| Épreuve                               | Vainqueur                                        | Deuxième                                  | Troisième                             |
| Bob à 2 - Hommes                      | Allemagne Francesco Friedrich Thorsten Margis    | Allemagne Johannes Lochner Christian Rasp | Suisse Michael Vogt Sandro Michel     |
| Bob à 2 - Hommes                      | Allemagne Francesco Friedrich Alexander Schüller | Allemagne Johannes Lochner Eric Franke    | Suisse Michael Vogt Sandro Michel     |
| Bob à 2 - Femmes                      | Allemagne Mariama Jamanka Vanessa Mark           | Autriche Katrin Beierl Jennifer Onasanya  | Allemagne Kim Kalicki Anabel Galander |

| 2. Sigulda II (28 au 29 novembre 2020) |                                                  |                                                                                  |                                           |
| Épreuve                                | Vainqueur                                        | Deuxième                                                                         | Troisième                                 |
| Bob à 2 - Hommes                       | Allemagne Francesco Friedrich Thorsten Margis    | Lettonie Oskars Ķibermanis Matīss Miknis                                         | Suisse Simon Friedli Gregoty Jones        |
| Bob à 2 - Hommes                       | Allemagne Francesco Friedrich Alexander Schüller | Suisse Michael Vogt Sandro Michel                                                | Allemagne Johannes Lochner Christian Rasp |
| Bob à 2 - Femmes                       | Allemagne Laura Nolte Leonie Fiebig              | Allemagne Mariama Jamanka Vanessa Mark Allemagne Kim Kalicki Ann-Christin Strack |                                           |

| 3. Igls I (12 et 13 décembre 2020) |                                               |                                               |                                          |
| Épreuve                            | Vainqueur                                     | Deuxième                                      | Troisième                                |
| Bob à 2 - Hommes                   | Allemagne Johannes Lochner Eric Franke        | Allemagne Francesco Friedrich Thorsten Margis | Lettonie Oskars Ķibermanis Matīss Miknis |
| Bob à 2 - Hommes                   | Allemagne Francesco Friedrich Thorsten Margis | Allemagne Johannes Lochner Christian Rasp     | Lettonie Oskars Ķibermanis Matīss Miknis |
| Bob à 2 - Femmes                   | Allemagne Laura Nolte Deborah Levi            | Allemagne Kim Kalicki Ann-Christin Strack     | Allemagne Mariama Jamanka Leonie Fiebig  |

| 4. Igls II (19 et 20 décembre 2020) |                                                  |                                          |                                                                                             |
| Épreuve                             | Vainqueur                                        | Deuxième                                 | Troisième                                                                                   |
| Bob à 2 - Hommes                    | Allemagne Francesco Friedrich Alexander Schüller | Lettonie Oskars Ķibermanis Matīss Miknis | Allemagne Johannes Lochner Christian Rasp                                                   |
| Bob à 2 - Hommes                    | Allemagne Francesco Friedrich Alexander Schüller | Lettonie Oskars Ķibermanis Matīss Miknis | Allemagne Johannes Lochner Christian Rasp Allemagne Hans Peter Hannighofer Marcel Kornhardt |
| Bob à 2 - Femmes                    | Allemagne Stephanie Schneider Leonie Fiebig      | Allemagne Laura Nolte Deborah Levi       | Allemagne Kim Kalicki Ann-Christin Strack                                                   |

| 5. Winterberg (9 et 10 janvier 2021) |                                                                              |                                                              |                                                                                  |
| Épreuve                              | Vainqueur                                                                    | Deuxième                                                     | Troisième                                                                        |
| Bob à 2 - Hommes                     | Allemagne Francesco Friedrich Thorsten Margis                                | Allemagne Johannes Lochner Christian Rasp                    | Autriche Benjamin Maier Markus Sammer                                            |
| Bob à 4 - Hommes                     | Allemagne Francesco Friedrich Thorsten Margis Candy Bauer Alexander Schüller | Canada Justin Kripps Ryan Sommer Cameron Stones Ben Coakwell | Autriche Benjamin Maier Sascha Stepan Markus Sammer Kristian Huber               |
| Bob à 2 - Femmes                     | Allemagne Laura Nolte Deborah Levi                                           | Allemagne Kim Kalicki Ann-Christin Strack                    | Autriche Katrin Beierl Jennifer Onasanya Allemagne Mariama Jamanka Leonie Fiebig |

| 6. Saint-Moritz (16 et 17 janvier 2021) |                                                                                   |                                                                     |                                                              |
| Épreuve                                 | Vainqueur                                                                         | Deuxième                                                            | Troisième                                                    |
| Bob à 2 - Hommes                        | Allemagne Francesco Friedrich Alexander Schüller                                  | Allemagne Johannes Lochner Florian Bauer                            | Canada Justin Kripps Cameron Stones                          |
| Bob à 4 - Hommes                        | Allemagne Francesco Friedrich Thorsten Margis Martin Grothkopp Alexander Schüller | Autriche Benjamin Maier Dănuț Moldovan Markus Sammer Kristian Huber | Canada Justin Kripps Ryan Sommer Cameron Stones Ben Coakwell |
| Bob à 2 - Femmes                        | Allemagne Stephanie Schneider Leonie Fiebig                                       | États-Unis Elana Meyers Taylor Sylvia Hoffman                       | Suisse Melanie Hasler Irina Strebel                          |

| 7. Königssee (23 et 24 janvier 2021) |                                                                                   |                                                                    |                                                                           |
| Épreuve                              | Vainqueur                                                                         | Deuxième                                                           | Troisième                                                                 |
| Bob à 2 - Hommes                     | Allemagne Francesco Friedrich Thorsten Margis                                     | Allemagne Johannes Lochner Eric Franke                             | Autriche Benjamin Maier Kristian Huber                                    |
| Bob à 4 - Hommes                     | Allemagne Francesco Friedrich Thorsten Margis Martin Grothkopp Alexander Schüller | Autriche Benjamin Maier Dănuț Moldovan Markus Sammer Sascha Stepan | Allemagne Johannes Lochner Florian Bauer Christopher Weber Christian Rasp |
| Bob à 2 - Femmes                     | Allemagne Kim Kalicki Ann-Christin Strack                                         | Allemagne Stephanie Schneider Tamara Seer                          | États-Unis Elana Meyers Taylor Sylvia Hoffman                             |

| 8. Pékin (13 et 14 mars 2021) → Igls III (30 et 31 janvier 2021) |                                                                              |                                                                                     |                                                              |
| Épreuve                                                          | Vainqueur                                                                    | Deuxième                                                                            | Troisième                                                    |
| Bob à 2 - Hommes                                                 | Allemagne Francesco Friedrich Alexander Schüller                             | Lettonie Oskars Ķibermanis Matīss Miknis                                            | Russie Rostislav Gaitiukevich Mikhail Mordasov               |
| Bob à 4 - Hommes                                                 | Allemagne Francesco Friedrich Thorsten Margis Alexander Schüller Candy Bauer | Autriche Benjamin Maier Sascha Stepan Markus Sammer Kristian Huber (Dănuț Moldovan) | Canada Justin Kripps Ryan Sommer Ben Coakwell Cameron Stones |
| Bob à 2 - Femmes                                                 | États-Unis Kaillie Humphries Lolo Jones                                      | États-Unis Elana Meyers Taylor Lake Kwaza                                           | Autriche Katrin Beierl Jennifer Onasanya                     |

|                                                                            |  |  |  |  |  |  |
| Altenberg Championnats du monde IBSF 2021 (1er février au 14 février 2021) |  |  |  |  |  |  |
|                                                                            |  |  |  |  |  |  |

### Monobob féminin World Cup Series
| 1. Winterberg (5 décembre 2020) |                   |                   |               |
| Épreuve                         | Vainqueur         | Deuxième          | Troisième     |
| Monobob féminin                 | Nadezhda Sergeeva | Martina Fontanive | Katrin Beierl |

| 2. Igls I (12 décembre 2020) |                |             |               |
| Épreuve                      | Vainqueur      | Deuxième    | Troisième     |
| Monobob féminin              | Breeana Walker | Laura Nolte | Katrin Beierl |

| 3. Igls II ( 14 janvier 2021) |                 |                |                |
| Épreuve                       | Vainqueur       | Deuxième       | Troisième      |
| Monobob féminin               | Melissa Lotholz | Cynthia Appiah | Karlien Sleper |

| 4. Park City I (15 janvier 2021) |             |                    |               |
| Épreuve                          | Vainqueur   | Deuxième           | Troisième     |
| Monobob féminin                  | Nicole Vogt | Marina Silva Tuono | Riley Compton |

| 5. Saint-Moritz (16 janvier 2021) |                   |             |                   |
| Épreuve                           | Vainqueur         | Deuxième    | Troisième         |
| Monobob féminin                   | Kaillie Humphries | Laura Nolte | Martina Fontanive |

| 6. Park City II (16 janvier 2021) |             |                |                    |
| Épreuve                           | Vainqueur   | Deuxième       | Troisième          |
| Monobob féminin                   | Nicole Vogt | Carrie Russell | Marina Silva Tuono |

| 7. Park City III (17 janvier 2021) |                |             |                    |
| Épreuve                            | Vainqueur      | Deuxième    | Troisième          |
| Monobob féminin                    | Carrie Russell | Nicole Vogt | Marina Silva Tuono |

| 8. Königssee I ( 23 janvier 2021) |                   |                     |                     |
| Épreuve                           | Vainqueur         | Deuxième            | Troisième           |
| Monobob féminin                   | Kaillie Humphries | Elana Meyers Taylor | Stephanie Schneider |

| 9. Igls III (30 janvier 2021) |                |                     |                 |
| Épreuve                       | Vainqueur      | Deuxième            | Troisième       |
| Monobob féminin               | Breeana Walker | Elana Meyers Taylor | Melissa Lotholz |

| 10. Lake Placid I (1er février 2021) |             |                            |                |
| Épreuve                              | Vainqueur   | Deuxième                   | Troisième      |
| Monobob féminin                      | Nicole Vogt | Jazmine Fenlator-Victorian | Carrie Russell |

| 11. Lake Placid II (2 février 2021) |             |                |                   |
| Épreuve                             | Vainqueur   | Deuxième       | Troisième         |
| Monobob féminin                     | Nicole Vogt | Carrie Russell | Brittany Reinbolt |

|                                                                            |  |  |  |  |  |  |
| Altenberg Championnats du monde IBSF 2021 (1er février au 14 février 2021) |  |  |  |  |  |  |
|                                                                            |  |  |  |  |  |  |

| 12. Königssee I ( 20 février 2021) |                                  |          |                |
| Épreuve                            | Vainqueur                        | Deuxième | Troisième      |
| Monobob féminin                    | Martina Fontanive Melanie Hasler |          | Breeana Walker |

#### Résultats officiels
- (en) Résultats 2020-2021 toutes catégories
- (en) Classement 2020-2021 bob à deux hommes
- (en) Classement 2020-2021 bob à deux femmes